# 貢寮1003事件
貢寮1003事件是指發生於1991年10月3日的反核抗爭中導致中華民國警察死亡的事件。

## 事件經過
1980年，中華民國政府選定以臺北縣貢寮鄉作為第四核能發電廠興建地，受美國三哩島事件與蘇聯車諾比事件的影響，居民對核四產生疑慮，且臺灣電力公司並未取得居民同意即選定貢寮作為核四興建地，引起居民反彈。
1988年，貢寮地方勢力成立了第一個反核團體——鹽寮反核自救會，自此貢寮反核意識不斷增長。
1991年9月，由於行政院原子能委員會的核四環境影響評估通過，鹽寮反核自救會於核四預定地前搭建核電告別式場棚架，欲長期抗爭，臺北縣警察局出面阻攔，經雙方達成協議，維持現有廠棚架規模，警方暫緩拆除。
事件的導火線為台電及警察依法拆除反核團體在台電核四廠預定地架起的棚架，因而引發一連串的衝突。在警察強制拆除棚架後，部分反核團體欲強行闖入核四廠內，卻被警察阻攔，心生不滿而向廠內丟石頭抗議。

### 重大衝突
其中一名反核人士林順源，駕車欲突破警察設立之封鎖線的鐵絲網，以引導民眾進入廠內，過程中撞死了其中一名保安警察楊朝景。事後林順源供稱：在他衝入廠內後，立即遭大批警察趨前阻攔，慌張之下欲倒車逃逸而不慎撞死警察。

## 後續發展
1003事件發生後，臺北縣警察局對抗爭行動進行大規模盤查。反核自救會之行動亦因而陷入低潮。
而台灣電力公司也在事件發生後，對有參與反核暴力行動的民眾以毀損、妨礙公務等罪提起告訴，其中有部分因具不在場證明被以不起訴處理，其餘仍起訴。林嫌則被以故意殺人罪起訴。在檢察官的起訴書中可以看到，檢察官不接受林嫌是被警方追打下欲脫困而意外撞死人的說法，認為林嫌明明看到有人卻未減速，有殺人的不確定故意。
在法院的訊問筆錄中亦可發現，被告們對於檢察官的指稱或認為不夠詳實，或認為根本不存在。傳訊警察作為證人到庭說明，亦是沒親眼看見丟石頭、丟汽油彈的情形，而是根據情報、或是聽他人說的。
最後臺灣臺北地方法院判決殺警兇嫌高清南十年有期徒刑、林順源無期徒刑，其他十五名被告三至十個月不等的有期徒刑。